# GoGo Penguin
GoGo Penguin é uma banda inglesa de jazz formada em Manchester em 2012. Atualmente, é composta do pianista Chris Illingworth, contrabaixista Nick Blacka e baterista Jon Scott.

## Carreira
A banda recebeu críticas positivas ao lançar seu álbum de estreia Fanfares em 2012 e v2.0 em 2014. Em setembro de 2014, v2.0 foi selecionado para o Álbum do Ano Barclaycard do Mercury Prize.
Em 2015, a GoGo Penguin assinou contrato com a gravadora francesa Blue Note Records. Seu álbum Man Made Object foi lançado em 2016; o álbum seguinte, A Humdrum Star, foi lançado em 9 de fevereiro de 2018. O álbum GoGo Penguin foi lançado dois anos mais tarde.

## Estilo musical
A música da banda apresenta breakbeats e melodias de piano minimalistas, linhas de baixo poderosas, bateria inspirada em electronica e riffs hinosos. Eles compõem e atuam como uma unidade. Sua música incorpora elementos de electronica, trip-hop, jazz, rock e música clássica.
Críticos descreveram a música de GoGo Penguin como contendo referências a Esbjörn Svensson Trio,  Aphex Twin, Squarepusher, Massive Attack, Brian Eno, compositores clássicos modernos Shostakovich e Debussy, ou compositores contemporâneos de música mínima como Philip Glass.

## Discografia
Álbuns de estúdio segundo o AllMusic.
- 2012: Fanfares
- 2014: v2.0
- 2016: Man Made Object
- 2018: A Humdrum Star
- 2020: GoGo Penguin
- 2023: Everything Is Going to Be OK
- 2025: Necessary Fictions